# Fredrik G.G. Schrewelius
Fredrik Gustaf Georg Schrevelius, född 18 mars 1799 i Karlskrona död 29 mars 1865 i Lund, var svensk jurist.
Fredrik G.G. Schrewelius blev filosofie magister vid Lunds universitet 1820 och juris doktor 1824. Han blev professor i civilrätt, romersk rätt och juridisk encyklopedi 1844. Han blev riddare av Nordstjärneorden 1855 och var notarie i Blekingska nationen 1824-25, senare hedersledamot där. 
Han var en framstående juridisk författare, utövade som lärare stort inflytande.

Han reste sommaren 1856 runt i Europa (Danmark, England, Frankrike, Tyskland och Österrike). 
| ”                         | På ingen af dessa den europeiska bildningens hufvudpunkter lemnade Schrevelius någon vetenskaplig, artistisk eller litterär märkvärdighet ur ögonsikte, då tid och omständigheter tilläto honom att taga den i närmare skärskådan. Äfven med folklynnet, bruken och sederna ville han gerna göra sig bekant ... | „ |
| – Lunds Veckoblad 1865/20 | |   |

Fredrik G.G. Schrewelius införde en ny på Friedrich Karl von Savignys lära grundad personteori i den rättsvetenskapliga doktrinen. Han hade ett avgörande inflytande på flera generationer av svenska jurister. 
| ”                                                | Schrevelius förenade med en mångsidig lärdom och beläsenhet en ovanlig juridisk skarpsinnighet och den outtröttligaste flit. Det inflytande han såsom lärare ... och hans bortgång hörde till universitets kännbaraste förluster. Hans lärobok i civilrätt har gjort sig gällande som ett mönstergillt arbete på detta område. | „ |
| – Rättsvetenskap och Lagstiftning i Norden, 1982 | |   |

Schrewelius blev även föremål för omfattande kritik. Från den finlandssvenske Robert Montgomery där han påpekar det motsägelsefulla i att Schrewelius inte betraktade ett aktiebolag som en juridisk person men även från Knut Olivecrona.